# Деспина (митология)
Вижте пояснителната страница за други значения на Деспина.
Деспина (на гръцки: Δεσποινα – „господарка“ или „царица“) в древногръцката митология е нимфа, дъщеря на Посейдон и Деметра. Деспина се използва и като епитет за Афродита, Персефона и Деметра.